# Tanabuli
Tanabuli is een eiland in de Salomonseilanden. Het is 6 km² groot en nog geen 40 meter hoog. Het enige zoogdier dat er voorkomt is de vleermuis Pteropus mahaganus.